# Viðey

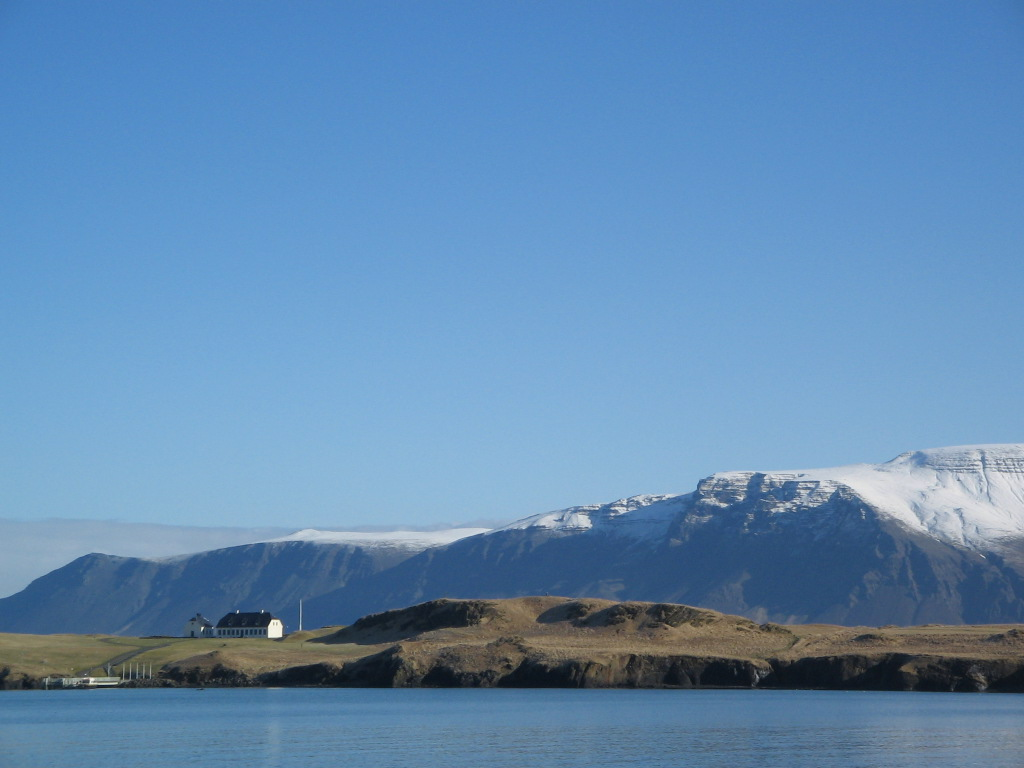
Viðey sedd från Reykjavik, i bakgrunden berget Esja.

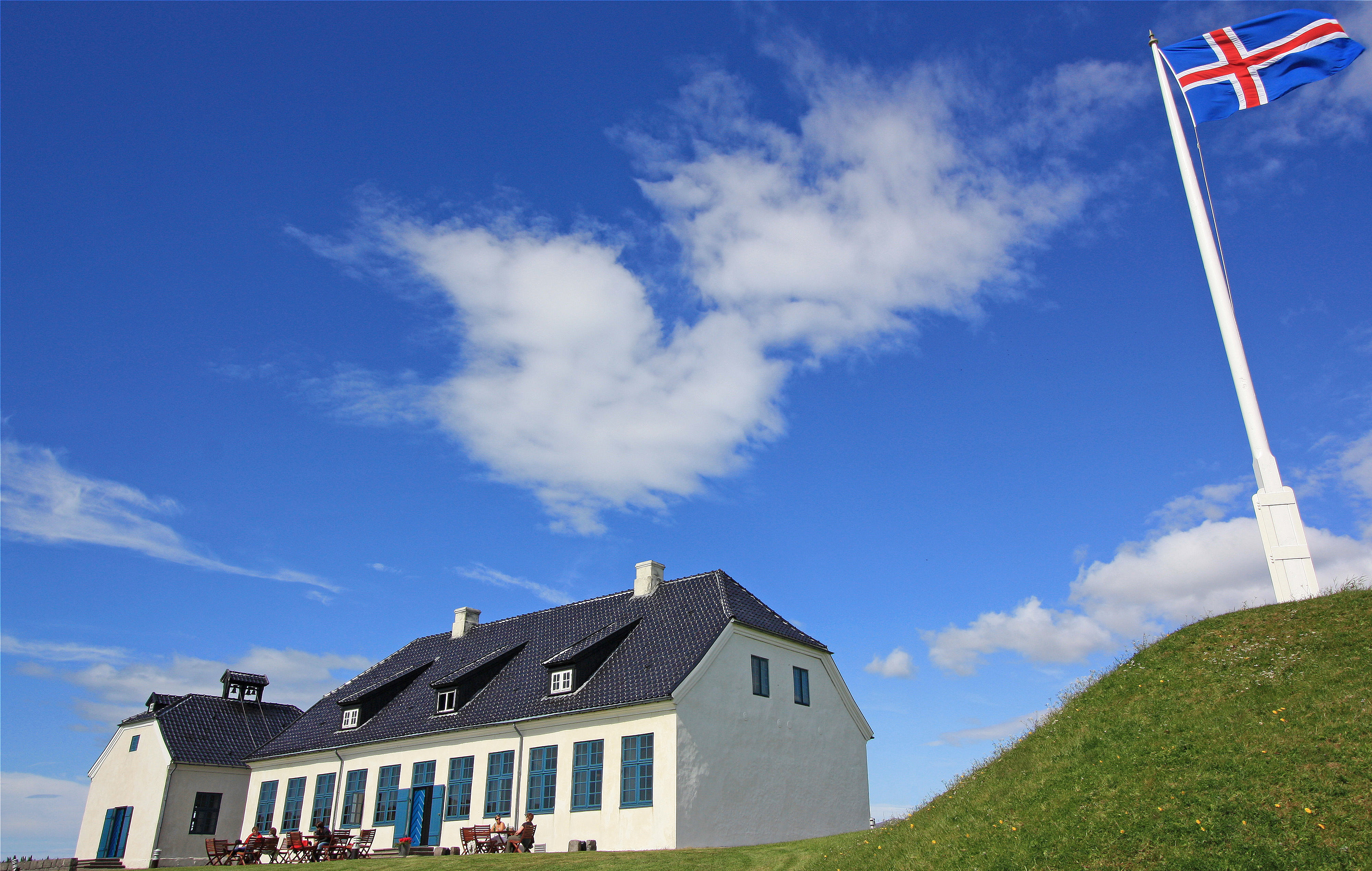
Viðeyjarstofa är Islands äldsta stenhus, byggt 1752-1755 som ämbetsbostad åt landsfogden Skúla Magnússon. Där bakom skymtar kyrkan Viðeyjarkirkja, invigd 1774 och ritad av den danske arkitekten Georg David Anthon.

Viðey, ö i fjorden Kollafjörður (en del av Faxaflói), strax norr om Reykjavik, Island. Viðey är 1,7 km² stor och som högst 32 meter över vattnet. Det går färjor mellan ön och Reykjavik.